# PRY
PRY (англ. PTPN13-like, Y-linked) – білок, який кодується однойменним геном, розташованим у людей на довгому плечі Y-хромосоми. Довжина поліпептидного ланцюга білка становить 147 амінокислот, а молекулярна маса — 16 512.
| 10         |  | 20         |  | 30         |  | 40         |  | 50         |
| ---------- |  | ---------- |  | ---------- |  | ---------- |  | ---------- |
| MGATGLGFLL |  | SWRQDNLNGT |  | DCQGCNILYF |  | SETTGSMCSE |  | LSLNRGLEAR |
| RKKDLKDSFL |  | WRYGKVGCIS |  | LPLREMTAWI |  | NPPQISEIFQ |  | GYHQRVHGAD |
| ALSLQTNSLR |  | SRLSSQCLGQ |  | SFLLRTLERG |  | RGFRALGDIC |  | GHVHEED    |

A: Аланін

C: Цистеїн

D: Аспарагінова кислота

E: Глутамінова кислота

F: Фенілаланін

G: Гліцин

H: Гістидин

I: Ізолейцин

K: Лізин

L: Лейцин

M: Метіонін

N: Аспарагін

P: Пролін

Q: Глутамін

R: Аргінін

S: Серин

T: Треонін

V: Валін

W: Триптофан

Задіяний у такому біологічному процесі, як альтернативний сплайсинг. 